# Pampa humide
Localisation
La pampa humide est une écorégion terrestre définie par le Fonds mondial pour la nature (WWF), qui appartient au biome des prairies, savanes et brousses tempérées de l'écozone néotropicale. Elle occupe les plaines orientales de l'Argentine, la zone la plus densément peuplée du pays, et comprend notamment la province de Buenos Aires. Caractérisée par un relief très peu développé, la région est parcourue par quelques rivières qui forment des lagunes d'eau douce et salée.